# 150メートル走
150メートル走（ひゃくごじゅうメートルそう）は、1997年5月31日に陸上競技の「世界最速決定戦」としてカナダ・トロントのスカイドームで行われたレース。100m世界記録保持者（当時）のドノバン・ベイリー（カナダ）と、200m世界記録保持者（当時）と400m世界記録保持者のマイケル・ジョンソン（アメリカ合衆国）の2人の間で行われた。

## レースが行われた背景
陸上競技の「世界最速」は、トラック競技で最短距離の100mとされていた。1996年のアトランタ五輪では、ドノバン・ベイリーが100mで9秒84の世界記録（当時）を出し金メダルを獲得。しかし同五輪では、マイケル・ジョンソンが200mで19秒32という驚異的な世界記録（当時）を樹立、金メダルに輝いた。ジョンソン自身が同年の全米五輪トライアルで17年ぶりに更新した世界記録19秒66を0秒34も上回り、単純に半分に割ると「100メートルを9秒66で走った」ことになる。このレースの後半100メートルだけをみると、9秒20という恐るべきスピードで走り抜けている（ジョンソンは400mも43秒49の五輪新で優勝、史上初の200m・400mの2冠を達成している）。このため、「ベイリーとジョンソン、どちらが世界最速なのか」という議論が起こり、世界最速決定戦が企画されることになった。しかし、100mで勝負したいベイリーと、200メートル走以下では勝負したくないジョンソンの間で調整が難航。このため、両者の得意種目の間をとった前代未聞の「150メートル走」で決着した。

## 「世紀の一戦」が「世紀の凡戦」に
レースは序盤、スタートダッシュに成功したベイリーがリード。しかし、コーナーを過ぎたところで、ジョンソンが左脚を故障したとして途中棄権。ベイリーは、ゴール手前で後ろを振り返るなど流したが、14秒99で勝利した。ジョンソンは、形勢不利となった後の棄権だったため、「本当は脚を痛めてなどいないのではないか」とも言われてしまった。レースはテレビでも放映されるなど、世界中から注目を集めていた。それだけにジョンソンの棄権に対する失望感も大きく、「世紀の一戦ではなく、世紀の凡戦になった」などと言われてしまった。専門家の間でも、このレースを評価する声は、ほとんど聞かれない。
2015年現在、ウサイン・ボルトが直線コースで14秒35、曲線コースで14秒44の男子150メートル走の世界最高記録を保持している（曲線コースは200メートルの途中計時）。